# Houston Rhines
Brent Houston Rhines (* 25. März 1980 in Cuyahoga Falls, Ohio) ist ein US-amerikanischer Schauspieler.

## Leben
Rhines wurde am 25. März 1980 in Cuyahoga Falls geboren und wuchs in Akron auf. 2004 gab er im Film The Sisterhood sein Schauspieldebüt. Es folgten Episodenrollen unter anderem in Criminal Minds, Scrubs – Die Anfänger, How I Met Your Mother oder Castle. 2009 war er im Musikvideo zum Lied My Life Would Suck Without You von Kelly Clarkson als deren Freund zu sehen. 2015 wirkte er im Film Jenny’s Wedding in der Rolle des Frankie mit. 2024 spielte er im Katastrophenfilm Earthquake Underground mit. Im selben Jahr übernahm er eine Hauptrolle im Weihnachtsfilm Christmas on the Ranch.

## Filmografie (Auswahl)
- 2004: The Sisterhood
- 2007: Criminal Minds (Fernsehserie, Episode 3x11)
- 2008: Scrubs – Die Anfänger (Scrubs, Fernsehserie, Episode 7x08)
- 2009: How I Met Your Mother (Fernsehserie, Episode 4x16)
- 2009: Road to Moloch (Kurzfilm)
- 2010: One Night Stand Off (Kurzfilm)
- 2010: Friday Night Fright (Kurzfilm)
- 2011: Castle (Fernsehserie, Episode 3x19)
- 2011: eCupid
- 2011: Grey’s Anatomy (Fernsehserie, Episode 8x05)
- 2012: Untitled Adam Sztykiel/ABC Project (Fernsehfilm)
- 2012: Diary of a Vampire (Kurzfilm)
- 2013: Brooklyn Nine-Nine (Fernsehserie, Episode 1x04)
- 2013: ParodyX (Fernsehserie, 2 Episoden)
- 2014: Severance (Miniserie, Episode 1x08)
- 2014: Courting Chaos
- 2014: Popping the Question (Fernsehkurzfilm)
- 2015: Peyton Manning finally gets Tom Brady (Kurzfilm)
- 2015: Jenny’s Wedding
- 2016: Happy Valentine’s Day (Kurzfilm)
- 2016: Hard Corps (Kurzfilm)
- 2016: Average Life (Kurzfilm)
- 2017: Training Day (Fernsehserie, Episode 1x02)
- 2017: The Mindy Project (Fernsehserie, Episode 6x10)
- 2017: Life in Chapters (Kurzfilm)
- 2017: Knock Knock Head Lock (Kurzfilm)
- 2017–2018: Emperors Funnies (Miniserie, 7 Episoden, verschiedene Rollen)
- 2018: A Christmas Switch (Fernsehfilm)
- 2019: Deadly Assistant
- 2019: Before the Dawn
- 2020: Crazy, Rich and Deadly
- 2020: Angels Fallen
- 2020: Hawaii Five-0 (Fernsehserie, Episode 10x16)
- 2020: Fix (Kurzfilm)
- 2021: Taste the Difference (Kurzfilm)
- 2021: Christmas Lovers Anonymous
- 2021: Most Wanted Santa (Fernsehfilm)
- 2022: Fatal Memory (Fernsehfilm)
- 2022: Piranha Women
- 2022: Stealing in Suburbia (Fernsehfilm)
- 2022: Moonrise (Fernsehfilm)
- 2023: Dressed for Love (Fernsehfilm)
- 2023: If I Can’t Have You (Fernsehfilm)
- 2023: The Green Oak Guardian
- 2024: Earthquake Underground
- 2024: Law & Order (Fernsehserie, Episode 24x03)
- 2024: Christmas on the Ranch